# Cıfıtkalesi
Çıfıtkalesi (doslovno "otok židovskih dvoraca") nenaseljeni je egejski otočić u Turskoj.
Otočić je administrativno dio okruga Seferihisar u pokrajini Izmir. Vrlo je blizu anadolskog kopna - manje od 100 metara. Najduži promjer otočića je oko 250 metara.
U antici je otočić bio povezan s kopnom i zvao se Myonessus (starogrčki: Μυόννησος – "mišji otok"). Trenutno je veza u prekidu, ali je razina mora plitka i do otočića se može prošetati. Na otoku su sačuvani dijelovi obrambenog zida.